# Tituly a vyznamenání Ivana Nikitoviče Kožeduba

I. N. Kožedub v uniformě zdobené řadou sovětských vyznamenání, mj. i se třemi zlatými hvězdami Hrdiny Sovětského svazu

Ivan Nikitovič Kožedub, sovětský pilot za druhé světové války a maršál letectva, obdržel během svého života řadu sovětských i zahraničních řádů a medailí.

## Vojenské hodnosti

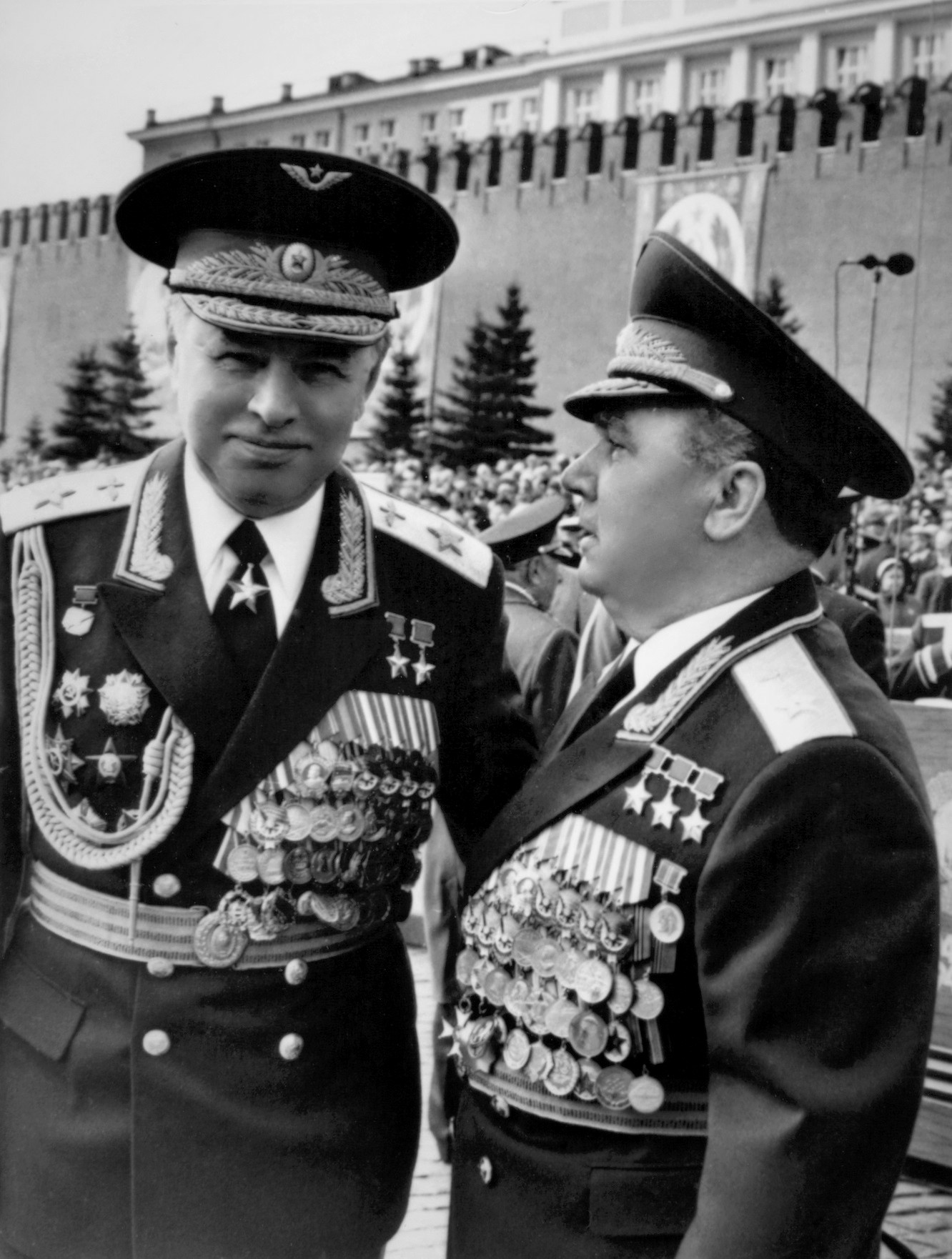
I. N. Kožedub (vpravo) v uniformě s mnoha vyznamenáními, 1985

- podporučík – 15. května 1943
- poručík – 5. srpna 1943
- nadporučík – 10. listopadu 1943
- kapitán – 24. dubna 1944
- major – 19. listopadu 1944
- podplukovník – 20. ledna 1949
- plukovník – 3. ledna 1951
- generálmajor letectva – 3. srpna 1953
- generálporučík letectva – 27. dubna 1962
- generálplukovník letectva – 29. dubna 1970
- maršál letectva – 7. května 1985

## Vyznamenání

### Sovětská vyznamenání

#### Čestné tituly
- Hrdina Sovětského svazu – 4. února 1944 (č. 1472), 19. srpna 1944 (č. 36) a 18. srpna 1945 (č. 3)

#### Řády
- Řád Lenina – udělen dvakrát – 4. února 1944 a 21. února 1978
- Řád rudého praporu – udělen sedmkrát – 22. července 1943 (č. 52212), 30. září 1943 (č. 4567), 29. března 1945 (č. 4108), 29. června 1945 (č. 756), 2. června 1951 (č. 122), 22. února 1968 (č. 23) a 26. června 1970 (č. 537483)
- Řád Alexandra Něvského – 31. července 1945 (č. 37500)
- Řád Vlastenecké války I.třídy – 6. dubna 1985
- Řád rudé hvězdy – udělen dvakrát – 4. června 1955 a 26. října 1955
- Řád Za službu vlasti v ozbrojených silách SSSR II. třídy – 22. února 1990
- Řád Z službu vlasti v ozbrojených silách SSSR III. třídy – 30. dubna 1975

#### Medaile
- Medaile Za bojové zásluhy
- Medaile Za osvobození Varšavy
- Medaile Za dobytí Berlína
- Medaile za vítězství nad Německem ve Velké vlastenecké válce 1941–1945
- Medaile Za upevňování bojového přátelství
- Medaile Veterán ozbrojených sil SSSR
- Medaile „Za bezúhonnou službu“ I.třídy
- Jubilejní medaile 20. výročí vítězství ve Velké vlastenecké válce 1941–1945
- Jubilejní medaile 30. výročí vítězství ve Velké vlastenecké válce 1941–1945
- Jubilejní medaile 40. výročí vítězství ve Velké vlastenecké válce 1941–1945
- Medaile 100. výročí narození Vladimira Iljiče Lenina
- Medaile 30. výročí sovětské armády a námořnictva
- Medaile 40. výročí Ozbrojených sil SSSR
- Medaile 50. výročí Ozbrojených sil SSSR
- Medaile 60. výročí Ozbrojených sil SSSR
- Medaile 70. výročí Ozbrojených sil SSSR
- Pamětní medaile 800. výročí Moskvy
- Pamětní medaile 1500. výročí Kyjeva

### Zahraniční
- Čína
  -  Medaile čínsko-sovětského přátelství
- Mongolsko
  -  Řád rudého praporu
  -  Medaile 50. výročí Mongolské lidové armády
- Polsko
  -  rytíř Řádu znovuzrozeného Polska
- Severní Korea
  -  Řád národního praporu I. třídy
- Východní Německo
  -  Vlastenecký záslužný řád III. třídy